# Jul i Mexiko
Jul i Mexiko är del av en helgsäsong från början av december och fram till 6 januari, med relaterat firande som pågår fram till 2 februari. Under denna period pryds Mexiko med julkrubbor, krukväxten julstjärna och julgranar. Säsongen inleds med firandet av Vår Fru av Guadalupe, följt av bland annat Las Posadas, en mässa och fest på julafton samt de Tre vise männens ankomst den 6 januari. Den avslutas med Kyndelsmässodagen och presenterandet av Niño Dios of Mexico i kyrkorna. 
Traditionerna är en blandning av förspansk tid, spanska traditioner, traditioner som uppstod under den koloniala perioden och senare, samt senare tiders influenser av tyska och amerikanska jultraditioner.